# Кирдьручей
Кирдьручей — ручей в России, протекает по территории Оштинского сельского поселения Вытегорского района Вологодской области. Длина ручья — 10 км.

## Физико-географическая характеристика
Ручей течёт преимущественно в восточном направлении.
Ручей имеет один малый приток длиной 6,0 км.
Устье ручья находится в 86 км по левому берегу реки Мегры, впадающей в Онежское озеро.
Населённые пункты на ручье отсутствуют.
Код объекта в государственном водном реестре — 01040100612202000017762.